# Pontonový most

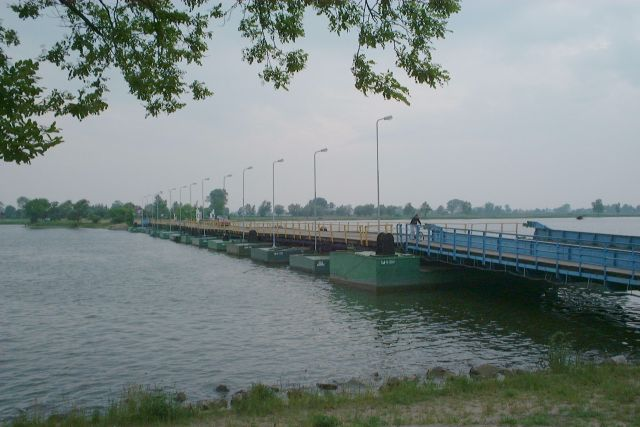
Pontonový most Gdańsk-Sobieszewo v Polsku

Pontonový most je most stojící na pontonech.
Jsou to obyčejně dočasné stavby, ale některé se používají i po delší dobu. Používají se v situacích, kdy není ekonomicky výhodné postavit pevný most.
Pontonové mosty využívá hlavně armáda k překonávání vodních překážek, v armádě je stavějí ženisté a i dočasné pontonové mosty pro civilní účely často staví armáda.